# Eparchie picundská a suchumsko-abcházská
Eparchie Picunda a Suchumi-Abcházie je jedna z eparchií Gruzínské pravoslavné církve.

## Historie
První církevní struktura na území Abcházie ve 4. století. Prvním známým biskupem města Pityus (dnes Picunda) byl Stratofilos, účastník Prvního nikajského koncilu.
Před ranou byzantskou dobou existovala na území moderní Abcházie eparchie abazgijská Konstantinopolského patriarchátu.
Dne 15. dubna 1851 byla zřízena abchazská eparchie jako součást Gruzínského exarchátu Ruské pravoslavné církve.
Dne 12. června 1885 došlo k reorganizaci eparchie a získala název suchumská. Zahrnovala část území zrušené kavkazské eparchie.
Po získání autokefality Gruzínské pravoslavné církve roku 1917, byla zřízena abchazská eparchie.
V letech 1918 byla eparchie okupována Gruzínskou demokratickou republikou a neuznaná Gruzínská církev zřídila paralelní cchumskou-abchazskou eparchii.
Od roku 1993 eparchiální biskup začal sídlit v Tbilisi. Od této doby započala eparchie jednání o přechodu k Ruské pravoslavné církvi, Konstantinopolskému patriarchátu nebo o obnovení autokefality Abcházské pravoslavné církve.
Dne 21. prosince 2010 byla správa eparchie převedena na patriarchu Iliu II.

## Seznam biskupů

### Gruzínský exarchát Ruské pravoslavné církve
- 1851–1856 German (Gogolašvili)
  - 1856–1857 Alexandr (Okropiridze) dočasný správce, svatořečený
- 1857–1859 Gerontij (Papitašvili)
- 1862–1869 Alexandr (Okropiridze)
  - 1869–1886 Gabriel (Kikodze) dočasný správce svatořečený
- 1886–1889 Gennadij (Pavlinskij)
- 1889–1891 Alexandr (Chovanskij)
- 1891–1893 Agafodor (Preobraženskij)
- 1893–1895 Petr (Drugov)
- 1895–1905 Arsenij (Izotov)
- 1905–1906 Serafim (Čičagov) svatořečený mučedník
- 1906–1907 Kirion (Sadzaglišvili) svatořečený
- 1907–1911 Dimitrij (Sperovskij)
- 1911–1913 Andrej (Uchtomskij) svatořečený mučedník
- 1913–1919 Sergij (Petrov)

### Kavkazský exarchát Ruské pravoslavné církve
- - 1924–1927 Antonij (Romanovskyj) dočasný správce
  - 1928–1930 Serafim (Protopopov)

### Gruzínská pravoslavná církev
- 1919–1921 Ambrosi (Chelaja) svatořečený
- 1921–1925 Ioane (Margišvili)
- 1925–1927 Kryštof III.
  - 1927–1927 Efrem (Sidamonidze)
- 1927–1928 Melchisedek (Pchaladze)
- 1928–1929 Pavle (Džaparidze)
- 1929–1935 Varlaam (Macharadze)
- 1935–1944 Melchisedek (Pchaladze)
- 1952–1956 Antoni (Giginejšvili)
- 1957–1964 Leonid (Žvania)
- 1965–1967 Roman (Petriašvili)
- 1967–1977 Ilia (Šiolašvili)
- 1978–1981 Nikolozi (Macharadze)
- 1981–1992 David (Čkadua)
- 1992–2010 Danieli (Datuašvili)
- od 2010 Ilia II.